# ويليام ه كراوفورد
ويليام هاريس كراوفورد (بالإنجليزية: William Harris Crawford)‏ (و. 1772 – 1834 م) هو سياسي، ومحام، ودبلوماسي من الولايات المتحدة الأمريكية ولد في مقاطعة أمهيرست (فيرجينيا). تولى منصب عضو مجلس الشيوخ الأمريكي، ووزير الخزانة الأمريكي قبل ترشحه للرئاسة في انتخابات 1824.
ولد كراوفورد في فيرجينيا وانتقل إلى جورجيا في سن مبكرة. درس القانون وفاز بانتخابات مجلس نواب ولاية جورجيا في عام 1803. انسجم كروفورد مع الحزب الجمهوري الديمقراطي والسيناتور الأمريكي جيمس جاكسون. وفي عام 1807، قام المجلس التشريعي في جورجيا بانتخاب كروفورد إلى مجلس الشيوخ الأمريكي. توفي نائب الرئيس جورج كلينتون في عام 1812، وانتخب كراوفورد رئيسا مؤقتا لمجلس الشيوخ ليكون الأول في خط الخلافة الرئاسي لفترة من الزمن. في عام 1813، عينه الرئيس جيمس ماديسون كسفير للولايات المتحدة في فرنسا، وشغل كراوفورد هذا المنصب لبقية حرب 1812. ثم عينه ماديسون بعد الحرب لمنصب وزير الحرب. وفي أكتوبر 1816، اختاره ماديسون لمنصب وزير الخزانة، وبقي كراوفورد في ذلك المنصب لبقية رئاسة ماديسون ومدة رئاسة جيمس مونرو.
تعرض كروفورد لجلطة دماغية قوية في عام 1823، لكنه مع ذلك سعى لخلافة مورنو والترشح في انتخابات 1824. انشق الحزب الجمهوري الديمقراطي إلى عدة فصائل وسعى العديدون إلى نيل الرئاسة. ولم يحصل أي مرشح على أغلبية الأصوات الانتخابية، لذلك قام مجلس النواب الأمريكي باختيار الرئيس في انتخابات طارئة. وبموجب أحكام الدستور، اختار مجلس النواب الرئيس من بين الثلاثة الذين نالوا أكبر عدد من الأصوات الانتخابية، فتم الاختيار بين أندرو جاكسون وجون كوينسي آدامز وكراوفورد في السباق الرئاسي. اختار المجلس آدامز في النهاية، الذي طلب بدوره من كروفورد البقاء في الخزينة. رفض كروفورد عرض آدامز، وقبل بدلا منه التعيين في محكمة ولاية جورجيا العليا. فكر كروفورد بالترشح للانتخابات الرئاسية في عام 1832، إما كرئيس أو نائب رئيس، إلا أنه اختار في النهاية عدم الترشح.

## روابط خارجية
- ويليام ه كراوفورد على موقع الموسوعة البريطانية (الإنجليزية)
- ويليام ه كراوفورد على موقع إن إن دي بي (الإنجليزية)